# Janusz Nawrocki
Janusz Nawrocki, né le 8 juillet 1961 à Cracovie (Pologne), est un footballeur polonais, qui évoluait au poste de défenseur au Wisła Cracovie, au GKS Katowice, au VfB Mödling, au Sokół Tychy et au Ruch Chorzów ainsi qu'en équipe de Pologne.
Nawrocki ne marque aucun but lors de ses vingt-trois sélections avec l'équipe de Pologne entre 1989 et 1991.

## Carrière
- 1979-1986 :  Wisła Cracovie
- 1986-1992 :  GKS Katowice
- 1991-1995 :  VfB Mödling
- 1995-1997 :  Sokół Tychy
- 1997-1999 :  Ruch Chorzów[1]

## Palmarès

### En équipe nationale
- 23 sélections et 0 but avec l'équipe de Pologne entre 1989 et 1991.

### Avec le GKS Katowice
- Vainqueur de la Coupe de Pologne en 1991.
- Vainqueur de la Supercoupe de Pologne en 1991.